# SpVgg 1899 Leipzig
Die Spielvereinigung 1899 Leipzig ist ein deutscher Fußballverein aus Leipzig-Lindenau. Heimstätte des Vereins ist der Karl-Enders-Sportpark, welcher 5000 Zuschauern Platz bietet. Die Spielvereinigung war vor 1945 neben dem VfB Leipzig und dem Dresdner SC einer der erfolgreichsten sächsischen und mitteldeutschen Fußballvereine und stand zwei Mal im Halbfinale der deutschen Meisterschaft.

## Geschichte
Die Spielvereinigung wurde 1899 unter der Bezeichnung ATV Leipzig-Lindenau gegründet. Die Fußballabteilung des ATV wurde bereits 1903 eigenständig und fungierte als Spielvereinigung 1899 Leipzig. In der Meisterschaft des Verbandes Mitteldeutscher Ballspiel-Vereine konnte die SpVgg in der Folgezeit vier Mal die Meisterschaft gewinnen und war über viele Jahre vor den Lokalrivalen Fortuna Leipzig und Wacker Leipzig die zweitstärkste Vertretung der Stadt nach dem 11-maligen mitteldeutschen Meister VfB Leipzig.
Die erste mitteldeutsche Finalteilnahme gelang den Leipzigern 1912 nach Vorrundensiegen über Budissa Bautzen, den CBC 1899 und den Dresdner SC ein. Im Endspiel setzten sich die Lindenauer gegen den FC Wacker Halle mit 1:0 n. V. durch. Bis 1924 konnte die Spielvereinigung noch drei weitere mitteldeutsche Meisterschaften einfahren. Größter Erfolg war der Gewinn in der Spielzeit 1913/14, in der sich die SpVgg gegen den dreimaligen Deutschen Meister VfB Leipzig durchsetzen konnte. Auch in ihren insgesamt fünf Teilnahmen an der Endrunde zur deutschen Meisterschaft konnten sich die Sachsen positiv in Szene setzen. 1912 und 1924 erreichten die Leipziger jeweils das Halbfinale, scheiterten aber knapp an den Vertretungen des Hamburger SV sowie des Karlsruher FV.
Anfang der 1930er Jahre konnte die Spielvereinigung nicht mehr an die Erfolge anknüpfen. Der 1931 gewonnene mitteldeutsche Fußballpokal sollte der letzte Titel der Leipziger sein. Die Qualifikation zur 1933 eingeführten Gauliga Sachsen wurde vorerst verpasst. 1937 gelang dem Verein ein lediglich einjähriges Gastspiel in der Gauliga. Der Klassenerhalt wurde hinter der punktgleichen Mannschaft von Guts Muts Dresden allerdings nur knapp verfehlt. 1943 kehrte die SpVgg, nach einer Zusammenlegung mit TuRa Leipzig, als KSG TuRa/SpVgg Leipzig in die Gauliga zurück. Diese KSG bestand bis zur Einstellung des Spielbetriebes im Jahr 1945. Die Spielvereinigung zählte von 1933 bis 1943 zu den spielstärksten Mannschaften der Bezirksklasse Leipzig (2. Liga). Es wurden vordere Plätze und zweimal die Meisterschaft erreicht.

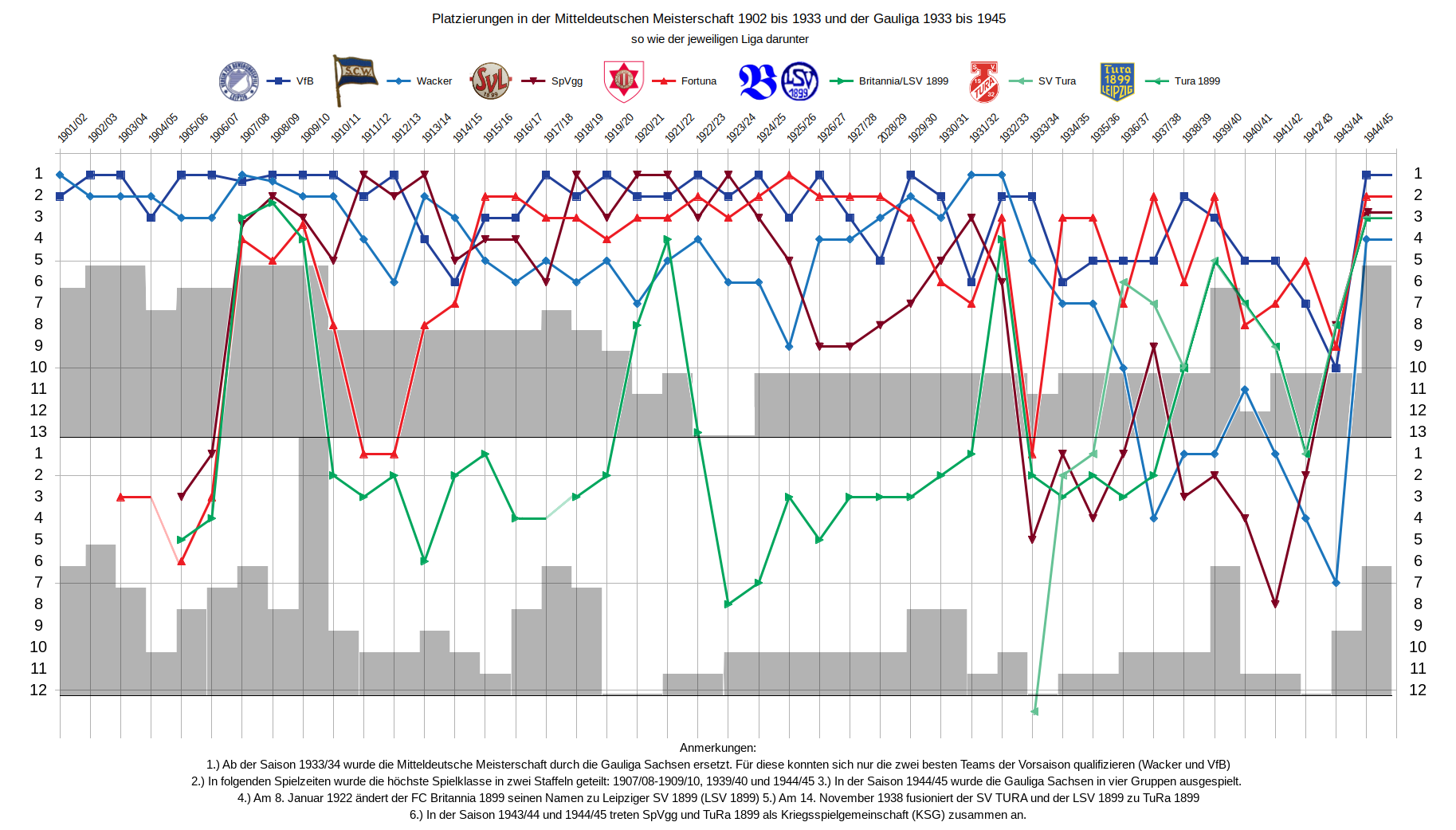
Diagramm mit Platzierungen von SpVgg und wichtigen Leipziger Clubs in der Mitteldeutschen Meisterschaft und der Gauliga Sachsen zwischen 1901 und 1945

1945 wurde die KSG aufgelöst. Anstelle der ehemaligen KSG-Vereine TuRA, SpVgg. 1899 und Leipziger SV 1899, wurden nach deren Verbot wieder einzelne Vereine als „SG“ gegründet, so als Nachfolger der Spielvereinigung die SG Lindenau-Hafen. Diese spielte bis 1949 innerhalb der Stadt bzw. des Bezirks Leipzig. Aufgrund der Nachkriegseinschränkungen waren das die höchsten Spielebenen, 1946 die Stadt Leipzig (drei Staffeln), dann zwei Jahre der Stadt- und Landkreis (zwei Staffeln). In diesem Umfeld mit allen ehemaligen Spitzenmannschaften des Gau Nordwestsachsen – einige qualifizierten sich bald für die künftige Ober- und DDR-Liga – wurden zwei erste und ein sechster Platz belegt. Die Meisterschaft wurde nach den ersten Plätzen verfehlt.
1948/49 spielte Lindenau-Hafen in der Bezirksliga, erreichte den achten Platz und verfehlte die Qualifikation zur neuen Landesliga. Als BSG Industrie Hafen konnte dann die Bezirksliga bzw. -klasse nicht gehalten werden. Der Verein teilte sich 1951 in BSG Fortschritt West und BSG Motor Lindenau auf und spielte in der Kreisklasse. Fortschritt gelangte 1956 und 1957 über die Bezirksklasse in die Bezirksliga, stieg aber mehrmals ab. Zwischen 1975 und 1984 war die erfolgreichste Zeit mit zehn Spielserien in der Bezirksliga (3. Liga im DDR-Fußballverband). 1985 stieg Fortschritt in die Kreisklasse ab.
Motor Lindenau erreichte 1965 die Bezirksliga und hatte große Ambitionen. Zwei Mal wurde der Verein Vizebezirksmeister, musste aber auch viermal absteigen. 1990 fusionierte Fortschritt West mit der BSG Motor Lindenau zur Spielvereinigung 1899 Leipzig und spielte bis 2002 in der Bezirksliga. Derzeitige Spielklasse ist die Kreisoberliga Leipzig (8. Liga).

## Erfolge
- Halbfinalist der deutschen Meisterschaft: 1911/12, 1923/24
- Viertelfinalist der deutschen Meisterschaft: 1913/14, 1921/22
- Achtelfinalist der deutschen Meisterschaft: 1930/31
- Zweiunddreißigstelfinalist Tschammerpokal 1939 (Vorgänger des DFB-Pokals)
- Mitteldeutscher Meister: 1912, 1914, 1922, 1924
- Mitteldeutscher Pokalsieger: 1930/31

## Statistik
- Teilnahme Endrunde deutsche Meisterschaft: 1911/12, 1913/14, 1921/22, 1923/24, 1930/31
- Teilnahme Gauliga Sachsen: 1937/38, 1943/44, 1944/45

## Spieler
- Ernst Rokosch (1906–1924)
- Erich Roßburg (1921–1924)
- Heinz Fröhlich (193?–194?) Jugend,
- Walter Rose (1932–1945)

## Quelle
- Archiv des Leipziger Fußballverbands